# Charles Bell (peintre)
Pour les articles homonymes, voir Charles Bell (homonymie) et Bell.
Charles Bell (11 juin 1935 - 1er avril 1995) est un photoréaliste américain qui a créé des natures mortes à grande échelle.
Malgré un intérêt permanent pour l'art, Charles Bell n'a jamais reçu de formation artistique formelle. Il a revendiqué l'inspiration de Richard Diebenkorn et Wayne Thiebaud. Il a travaillé dans l'atelier de Donald Timothy Flores à San Francisco, où il a peint principalement des paysages à petite échelle et des natures mortes. Il a reçu le prix Society of Western Artists (en) en 1968. Après avoir déménagé à New York, il a créé ses peintures en photographiant un sujet de nature morte.
Le travail de Charles Bell, créé dans son atelier à New York sur West Broadway, est connu non seulement pour la surface vitreuse de ses œuvres, réalisées en grande partie à l'huile, mais aussi pour leur échelle importante. En 1995, il a été inclus dans l'exposition American Masters, organisée par Michael McKenzie (en) pour le Musée d'art de São Paulo, avec Robert Indiana et Andy Warhol, deux artistes admirés par Bell. Pour l'exposition, il a créé une sérigraphie intitulée The Viking largement considérée comme un chef-d'œuvre du médium qui a nécessité 51 plaques, 11 épreuves et 10 mois à produire. Il a figuré dans plusieurs expositions personnelles à la Louis K. Meisel Gallery de New York et à la Hokin/Kaufman Gallery de Chicago.

## Biographie
Charles Bell a grandi à Tulsa, Oklahoma, où il est diplômé de Will Rogers High School (en) en 1953. Il a obtenu un bachelor of Business Administration de l'Université d'Oklahoma en 1957, puis a servi pendant deux ans dans l'US Navy en tant que lieutenant. Il a vécu dans la région de la baie de San Francisco après avoir quitté la marine et a commencé son activité artistique à San Francisco. Il a déménagé à New York en 1967 et a créé son propre studio. il a travaillé comme comptable et a exercé les fonctions de contrôleur de gestion de l'International Nickel Corporation jusqu'en 1980. Par la suite, il a été artiste à temps plein. Il avait exposé ses œuvres dès 1969 à la galerie appartenant à Louis K. Meisel (en).
Charles Bell est décédé à Manhattan, d'un lymphome le 1er avril 1995, à l'âge de 60 ans. Il avait le sida au moment de sa mort. Son partenaire depuis 22 ans, un décorateur d'intérieur, Willard K.H. Ching (1942 - 14 janvier 1992), était décédé d'une maladie liée au sida trois ans plus tôt, en 1992. Ils sont enterrés l'un à côté de l'autre à Diamond Head Memorial Park, Honolulu.
Après la mort de Bell, Louis K. Meisel de la galerie Louis K. Meisel est devenu le détenteur des droits de propriété intellectuelle des œuvres de Charles Bell.
Les œuvres de Charles Bell se trouvent dans les collections de The Metropolitan Museum of Art à New York, du Musée Solomon R. Guggenheim à New York, du Smithsonian American Art Museum à Washington DC, et du Musée d'Art contemporain d'Hiroshima au Japon, entre autres.
Selon le critique d'art et historien Henry Geldzahler (en), les meilleures œuvres de Charles Bell sont la série de flippers : « la plus grande réalisation de l'artiste - visuellement, techniquement et technologiquement », The New York Times.

## Œuvres
- gunball xv, huile sur toile, 226 × 155 cm, 1983[8]